# Yuli Edelstein
Yuli Yoel Edelstein (hebreo: יוּלִי־יוֹאֵל אֵדֶלְשְטֵיין, en ruso: Ю́лий Ю́рьевич Эдельште́йн, en ucraniano: Ю́лій Ю́рійович Едельште́йн, Chernivtsí, Unión Soviética, 5 de agosto de 1958) es un político israelí, miembro del partido Likud. Fue Ministro de Sanidad de Israel en el gobierno unitario israelí que lideraron Benjamin Netanyahu y Benny Gantz de mayo de 2020 a junio de 2021.
Originario de la Unión Soviética, fue Presidente de la Knesset (Parlamento) desde 2013 a 2020. El 25 de marzo de 2020 dimitió de su cargo.

## Biografía
Yuli Edelstein nació en Chernovtsy, una ciudad ucraniana, en el seno de una familia judía. Tiene, por su padre, de los orígenes polonesos cristianos. Hijos de enseñantes, está elevado por sus grandes-parientes maternales. Es después de la muerte de su abuelo que Yuli-Yoel Edelstein comienza a estudiar hebreo.
Estudiando en la universidad, solicita una visa para inmigrar en Israel, pero las autoridades soviéticas rechazaron su solicitud. Enseñó clandestinemente el hebreo en Ucrania, aunque no estaba titulado oficialmente.

### Carrera política
Fue nombrado presidente de Kenésset el 18 de marzo de 2013, en sustitución de Reuven Rivlin. Fue presidente del Parlamento israelí durante las legislaturas 19.º, 20.º, 21.º, 22.º y 23.º Dimitió de su cargo el 25 de marzo de 2020, por la gran complejidad de la política del país tras tres elecciones generales seguidas.